# Charles Spitz
Charles Spitz, né à Belfort le 26 avril 1914 et mort le 15 décembre 1992 à Altkirch, est un résistant lyonnais, agent des PTT. 

## Biographie
Charles Aloyse Émile Spitz est le fil de Charles Bernard Spitz, ferblantier, et de Lina Kirmann. Le 10 octobre 1938, il épouse à Colmar Fernande Lallemand. Le couple s'établit à Lyon ou Charles Spitz travaille dans les PTT.
En 1939, Charles Spitz est mobilisé, il participe à la bataille de France à l'issue de laquelle il est démobilisé.
Dès juillet 1940, il s'engage dans la Résistance, sous le pseudonyme de « Sautet », au sein du groupe « Bruno » qui intégrera le mouvement Franc Tireur. Jusqu'en 1941, il participe à des sabotages et à la distribution de tracts. Il est en contact avec les groupes « Ceux de la Libération » et « Marco Polo ». En juillet 1942, il est sous les ordres de René Pellet.
En octobre 1942, il est muté à la direction régionale des télécommunication. Après l'invasion de la zone libre en novembre 1942, son poste et sa connaissance de l'Allemand lui permettent de surveiller les communications ennemies et de renseigner la Résistance. 
Il est le principal organisateur du sabotage et de l'explosion, par les FTP, du Central téléphonique roulant allemand, Quai du Docteur-Gailleton à Lyon, le 19 novembre 1943. 
À la suite de l'opération, 62 membres du groupe Marco Polo sont arrêtés. Charles Spitz est appréhendé le 26 novembre 1943 pour espionnage et attentat. Il est incarcéré à la prison de Montluc dans la cellule 114 où il est torturé.  
Le 15 janvier 1944, il est transféré au camp de Compiègne. Le 27 janvier 1944, il est déporté au camp de Buchenwald où il arrive le 29. Le 13 mars 1944, il est déplacé au camp de concentration de Dora. Devant l'avance des alliés, le 4 avril 1945, il est évacué vers le camp de Bergen-Belsen qu'il atteint le 10 et le 15 il est libéré par les britanniques. Le 2 mai 1945, il rentre à Lyon, profondément marqué par la vie concentrationnaire qu'il a subi. 
Après la guerre, en 1950, il devient inspecteur adjoint des PTT à Lyon, puis Receveur des postes en Meurthe-et-Moselle. En 1975, il termine sa carrière comme chef du centre de tri de Mulhouse-Gare. 
Il est l'auteur du roman autobiographique Cellule 114 (nom de sa cellule à la prison de Montluc) où il raconte son histoire de son arrestation le 26 novembre 1943 à son retour parmi les siens, et ses difficultés de réadaptation.

## Distinctions
Il est reconnu « déporté résistant ».
- Médaille de la Résistance française par décret du 24 avril 1946[4].